# Almūr
Almūr (persiska: اَلمود, المور, Almūd) är en ort i Iran.   Den ligger i provinsen Kohgiluyeh och Buyer Ahmad, i den centrala delen av landet, 500 km söder om huvudstaden Teheran. Almūr ligger 1 263 meter över havet och antalet invånare är 295.
Terrängen runt Almūr är kuperad åt nordost, men åt sydväst är den bergig. Runt Almūr är det ganska glesbefolkat, med 47 invånare per kvadratkilometer. Närmaste större samhälle är Dīshmūk, 16,8 km norr om Almūr. Omgivningarna runt Almūr är i huvudsak ett öppet busklandskap.